# Pasaje de Vargas
El Pasaje de Vargas Es un sendero peatonal situado en el centro de Tunja, Colombia. Es un pasaje peatonal importante de la ciudad y alrededor de él se encuentran diversos almacenes y algunos de los cafés más antiguos de la ciudad. Conserva en algunos sectores evidencias de construcciones de la época moderna y es un lugar de encuentro muy frecuentado. El pasaje fue abierto al comercio de la familia Vargas.
El escritor Diego Grismaldo Sandoval, describe este escenario de la siguiente manera: 

"Por este caminan los zapatos de desempleados, de políticos con traje estirado y perfume barato, de esos que abundan en Boyacá, de artistas, de poetas, de jóvenes estudiantes, de ancianos cuyas raíces se sembraron en este espacio y deambulan por él sin propósito alguno, caminan los pies descalzos de aquellos que no se adaptaron muy bien a la ciudad pero insisten en seguir en ella, pasan la ley, con delincuentes al lado, se saludan y sigue su camino"."